# Фахретдинов, Тимерьян Зиганшинович
Тимерьян Зиганшинович Фахретдинов (20  марта 1919 года — 27 ноября 1979 года) — наводчик орудия 4-й батареи 329-го артиллерийского полка 150-й стрелковой дивизии 3-й ударной армии, младший сержант, Полный кавалер ордена Славы.

## Биография
Фахретдинов, Тимерьян Зиганшинович родился 10 марта 1919 года в деревне Большая Устюба Белебеевского уезда Уфимской губернии (ныне Буздякского района Республики Башкортостан) в крестьянской семье. Татарин. Член ВКП(б)/КПСС с 1944 года. Образование начальное. Работал в колхозе.
В Красную Армию призван в 1939 году Буздякским райвоенкоматом Башкирской АССР. На фронте в Великую Отечественную войну с июля 1941 года. Воевал на Северо-Западном фронте, в районе Старой Руссы, затем — на 2-м Прибалтийском и 1-м Белорусском фронтах.
В 1946 году старшина Фахретдинов демобилизован. Жил в городе Уфе. Работал кочегаром на Уфимском пивоваренном заводе.
Скончался 27 ноября 1979 года..

## Подвиг
Орудийный номер 329-го артиллерийского полка (150-я стрелковая дивизия, 3-я ударная армия, 2-й Прибалтийский фронт) красноармеец Тимерьян Фахретдинов 18 сентября 1944 года в бою за латвийский город Эргли вместе с расчётом прямой наводкой подбил штурмовое орудие противника, а также уничтожил свыше десяти вражеских солдат. Приказом по 150-й стрелковой дивизии от 6 ноября 1944 года за мужество и отвагу проявленные в боях красноармеец Фахретдинов Тимерьян Зиганшинович награждён орденом Славы 3-й степени (№ 259997).
Наводчик орудия 4-й батареи 328-го артиллерийского полка (150-я стрелковая дивизия, 2-я ударная армия, 1-й Белорусский фронт) Т. З. Фахретдинов 15 февраля 1945 года в бою у населённого пункта Радовнитце, расположенного северо-восточнее города Шнайдемюль, ныне город Пила (Польша) выдвинул орудие на открытую позицию и подбил самоходное орудие противника, сжёг две автомашины с боеприпасами и вездеход, вывел из строя до пятнадцати вражеских солдат и офицеров. Будучи ранен, поля боя не покинул. Приказом по 2-й ударной армии от 11 апреля 1945 года за мужество и отвагу проявленные в боях младший сержант Фахретдинов Тимерьян Зиганшинович награждён орденом Славы 2-й степени (№ 25025).
1-2 мая 1945 года в боях за взятие столицы фашистского рейха — города Берлина младший сержант Тимерьян Фахретдинов подавил вместе с расчётом около десяти пулемётных точек и уничтожил свыше двадцати гитлеровцев. Указом Президиума Верховного Совета СССР от 15 мая 1946 года за образцовое выполнение заданий командования в боях с немецко-фашистскими захватчиками младший сержант Фахретдинов Тимерьян Зиганшинович награждён орденом Славы 1-й степени (№ 1695), став полным кавалером ордена Славы.

## Награды
Орден Славы трёх степеней

## Память
Имя героя носит одна из улиц села Буздяк Буздякского района Республики Башкортостан.